# I Could See the Smallest Things
I Could See the Smallest Things är Douglas Hearts första EP-skiva, utgiven 2004 på Labrador.

## Låtlista
1. "Always No" - 3:16
2. "Komplex" - 3:15
3. "Timewaste/Lovewaste" - 5:07
4. "Colonna Sonora" - 0:26
5. "Microphones" - 4:12

## Mottagande
Musiklandet gav skivan betyget 1/5.

### Fotnoter
1. ↑  ”I Could See the Smallest Things”. Discogs.com. http://www.discogs.com/Douglas-Heart-I-Could-See-The-Smallest-Things/release/686598. Läst 19 december 2011.
2. ↑  ”Douglas Heart”. Kritiker.se. https://kritiker.se/skivor/douglas-heart/i-could-see-the-smallest-things/. Läst 19 december 2011.